# Verre bullé

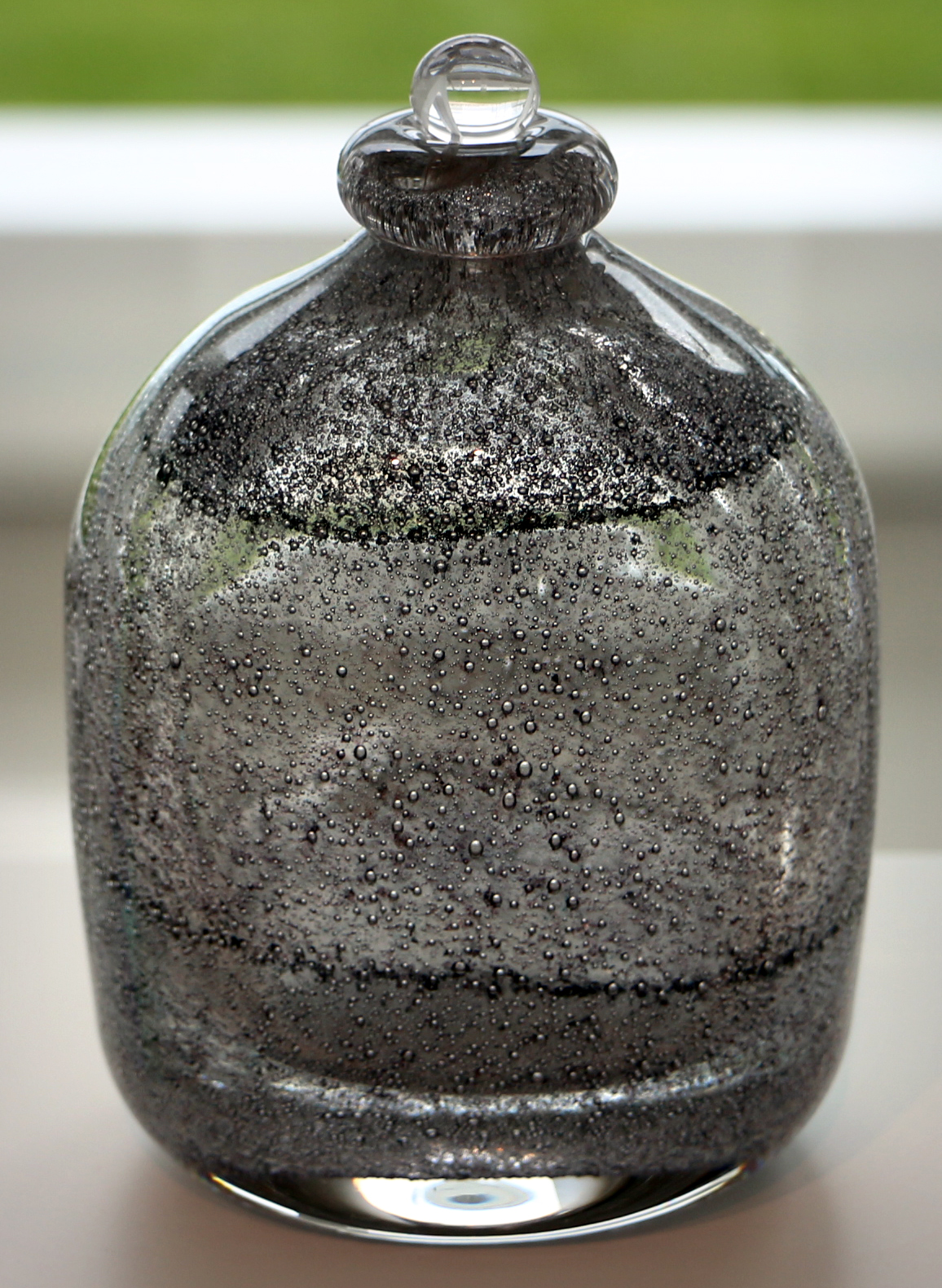
Flacon réalisé par Maurice Marinot en 1925 et conservé au Milwaukee Art Museum

Le verre bullé est un verre dans lequel, par procédé chimique ou mécanique, ont été insérées des bulles d'air.

## Techniques

### Procédé chimique
Les bulles, petites, nombreuses et aléatoires, se forment à la suite de la présence de soude dans la pâte de verre.

### Procédé mécanique
La première couche de verre est percée avec un clou, avant d'être recouverte d'une nouvelle couche puis soufflée ; cette technique permet de maîtriser exactement l'emplacement et la taille des bulles.

## Histoire de l'art
Le verre bullé permet de démultiplier les surfaces de réflexion du verre ; il s'agit aussi d'une technique, en particulier lorsqu'elle utilise le procédé chimique, qui célèbre l'aléatoire et l'accidentel.

La manufacture Daum utilise souvent la technique du verre bullé entre 1919 et 1939 ; c'est aussi le cas, à la même époque, de Maurice Marinot.

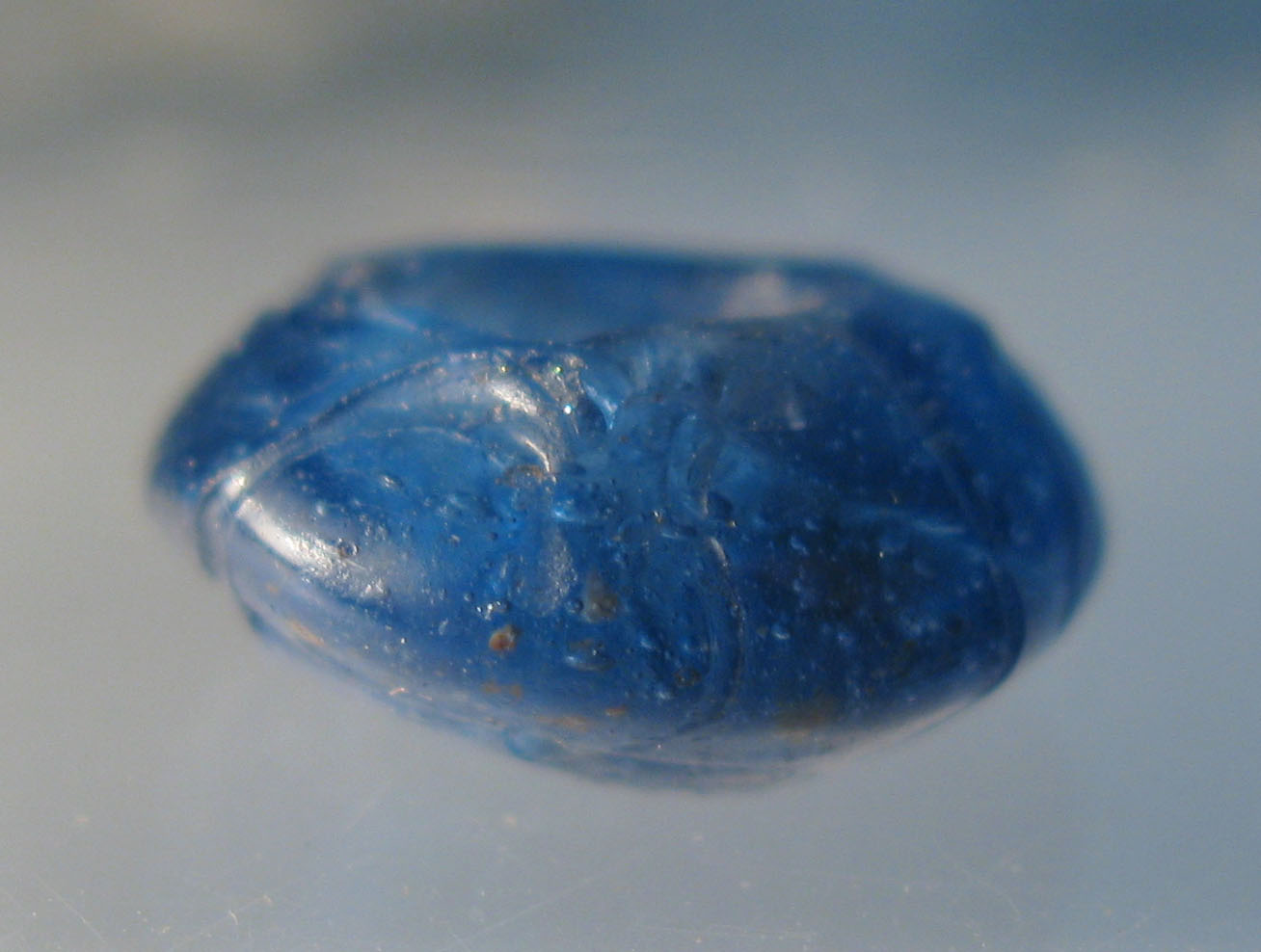
Bulles dans une perle en verre romaine datée de +50 à +200 et conservée au Birmingham Museum and Art Galley
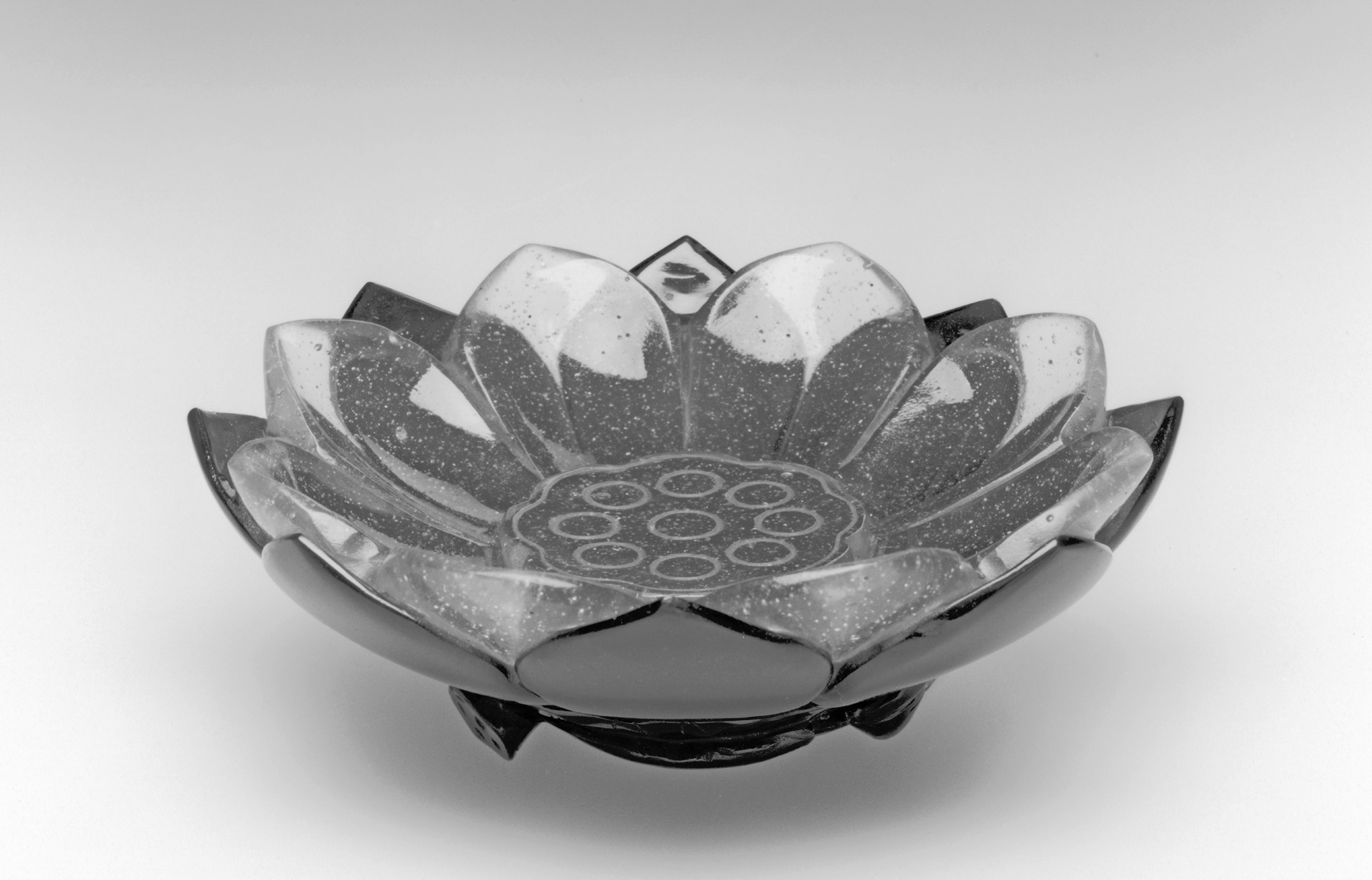
Plat en forme de fleur de lotus chinois datant de la dynastie Qing (1644 à 1912) et conservé au Walters Art Museum